# Institución Alexis de Tocqueville
La Institución Alexis de Tocqueville (AdTI) era un grupo de expertos con sede en Washington D. C..
AdTI lleva el nombre del historiador francés Alexis de Tocqueville. Fundada en 1988, su presidente era Ken Brown y su presidente era Gregory Fossedal. En su apogeo tenía 14 investigadores en plantilla a tiempo completo. En 2006, la organización cesó la mayoría de sus operaciones y emitió su último comunicado de prensa en 2007 para anunciar que su expresidente se postulaba para la presidencia de los Estados Unidos.

## Actividades

### Estudios de propiedad intelectual
AdTI publicó una serie de estudios a partir de 2002 sobre el tema propiedad intelectual en la industria del software. La institución creó "Abriendo el debate sobre el código abierto" (junio de 2002), un informe crítico de los rivales del código abierto de Microsoft. Este informe afirmaba que el software de código abierto era intrínsecamente menos  seguro que el software propietario y, por lo tanto, un objetivo particular para terroristas.
Estos estudios culminaron en Samizdat: y otros problemas relacionados con la fuente' del código fuente abierto (publicado previamente en mayo de 2004), cuestionando la procedencia generalmente aceptada de Linux y otros proyectos de código abierto y recomendar que la programación financiada por el gobierno nunca debe tener una licencia bajo la GNU General Public License sino bajo la Licencia BSD o licencias similares. Si bien el libro pedía una mayor inversión en el desarrollo de código abierto, criticaba lo que llamó modelos de fuente "híbridos", en los que el verdadero código de fuente abierta se mezcla con código propietario, con el resultado de que los derechos de propiedad intelectual quedan anulados.
Para ilustrar problemas potenciales con este enfoque, el libro citó el caso de Linus Torvalds, creador de Linux. Afirmó que Torvalds usó código fuente tomado de Minix, un pequeño tipo Unix sistema operativo utilizado en la enseñanza de informática, para crear Linux 0.01, en la teoría de que el estudiante no podría escribir un kernel completo como Unix sin ayuda - aunque escribir un kernel de tamaño y capacidades similares es una parte estándar de muchos títulos de ciencias de la computación. Estas afirmaciones han sido seriamente cuestionadas, incluso por muchos de los citados en apoyo, como Andrew S. Tanenbaum, autor de Minix; Dennis Ritchie, uno de los creadores de Unix; y Richard Stallman, líder del proyecto GNU. Otros han dicho que las citas atribuidas como procedentes de una "entrevista con AdTI" eran de hecho de artículos de presentación (Ilkka Tuomi) o de publicaciones de tablero de mensajes (Charles Mills, Henry Jones). Alexey Toptygin dijo que Brown le había encargado encontrar similitudes entre el código fuente de Minix y Linux 0.01, y no encontró apoyo para la teoría de que el código fuente de Minix se había usado para crear Linux; este estudio no se menciona en el libro.
Citó una serie de argumentos para la afirmación, incluido un correo electrónico de Tanenbaum que decía que MINIX "era la base" que Torvalds utilizó para crear Linux. Más tarde, Tanenbaum publicó una refutación de la interpretación del libro, en la que relató una entrevista con Ken Brown mientras este último investigaba el libro, durante la cual Tanenbaum había declarado enfáticamente su creencia de que Torvalds escribía Linux por sí solo y proporcionaba ejemplos de otras personas o pequeños equipos. que había realizado hazañas similares en el pasado.
Un portavoz de Microsoft calificó el furor por el libro como "una distracción inútil de lo que más importa: proporcionar la mejor tecnología para nuestros clientes".

### Otras publicaciones
El AdTI estaba preparando un nuevo estudio en noviembre de 2004, titulado tentativamente  Propiedad intelectual izquierda, para argumentar que "la renuencia del sector de la industria de TI a perseguir la violación desenfrenada de la propiedad intelectual contra los desarrolladores y usuarios de software de dominio público va a precipitar miles dólares en rebajas de balance de Wall Street".Los artículos posteriores contrastan con el artículo de 2000 de la Institución, "El mercado debería gobernar la tecnología", que analiza a Linux como un competidor directo de Microsoft Windows.
El AdTI produjo una serie de artículos sobre política educativa.
Cuando el programa de bombarderos B-2 fue amenazado en 1995, el AdTI organizó una carta al presidente Bill Clinton firmada por siete exjefes de  Pentágono: Dick Cheney, Caspar Weinberger, Frank Carlucci,  Harold Brown, James Schlesinger, Donald Rumsfeld y Melvin Laird.
El AdTI publicó el libro de 2003 de Newt Gingrich, "Salvando vidas y ahorrando dinero: Transformando la salud y la asistencia sanitaria".
AdTI era una organización miembro de la Cooler Heads Coalition que afirma que "la ciencia del llamado calentamiento global es incierta" y se centra en "disipar los mitos del calentamiento global al exponer análisis económicos, científicos y de riesgo defectuosos".

## Financiamiento
Microsoft había sido uno de los patrocinadores de la institución durante cinco años, aunque un portavoz de Microsoft dijo que no habían financiado ninguna investigación específica.